# Jim Beglin
James „Jim” Martin Beglin (ur. 29 lipca 1963 w Waterford, Irlandia) były irlandzki piłkarz, grający na pozycji lewego obrońcy. Występował między innymi w Liverpool F.C.
Wspaniale zapowiadającą się karierę przerwała kontuzja, jakiej doznał w meczu ćwierćfinałowym Pucharu Ligi Angielskiej przeciwko Evertonowi w styczniu 1987 roku (złamanie nogi po faulu Gary’ego Stevensa).
Po powrocie był tylko cieniem piłkarza sprzed kontuzji. Zakończył przedwcześnie karierę z powodu chronicznego urazu kolana w 1992 roku.
W reprezentacji Irlandii rozegrał 15 spotkań.